# Arenigobius
Az Arenigobius a csontos halak (Osteichthyes) főosztályának a sugarasúszójú halak (Actinopterygii) osztályába, ezen belül a sügéralakúak (Perciformes) rendjébe, a gébfélék (Gobiidae) családjába és a Gobiinae alcsaládjába tartozó nem.

## Rendszerezés
A nembe az alábbi 3 faj tartozik:
- Arenigobius bifrenatus (Kner, 1865)
- Arenigobius frenatus (Günther, 1861)
- Arenigobius leftwichi (Ogilby, 1910)